# 臨界點劇象錄劇團
臨界點劇象錄劇團，為台灣的一個劇團，成立於1988年，代表性作品為《平方》、《白水》、《瑪莉瑪蓮》。

## 成員
詹慧玲
臨界點劇象錄劇團團長。

## 影像紀錄
- 1988年 毛屍[永久]
- 1988年 夜浪拍岸[永久]
- 1993年 目連戲（戶外版）[永久]
- 1993年 目連戲（華山版）[永久]
- 1993年 一個少尉軍官與他的二十二道金牌（吳威德版）[永久]
- 1993年 平方[永久]
- 1993年 白水[永久]
- 1994年 阿女．白色瑪格莉特[永久]
- 1995年 瑪莉瑪蓮[永久]
- 1995年 水幽（五人版）[永久]
- 1995年 水幽（七人版）[永久]
- 1995年 瑪莉瑪蓮（陸朱版）[永久]
- 1996年 日蓮。喃喃自語的島[永久]

## 歷年演出紀錄

### 城鄉巡演一覽表
編號．時間／劇碼／編導／演出場地／票價／演出場次
1. 1988年11月12日／毛屍／田啟元／高雄市舞之雅集／120／1
2. 1988年11月13日／毛屍／田啟元／高雄市舞之雅集／120／2
3. 1989年3月4日／夜浪拍岸／田啟元／高雄工專學生活動中心／0／1
4. 1989年3月5日／夜浪拍岸／田啟元／中壢中原大學校慶運動會／0／2
5. 1989年3月28日／亡芭彈予魏京生／田啟元／台南市成功大學／0／1
6. 1989年3月29日／亡芭彈予魏京生／田啟元／台南市成功大學／0／1
7. 1989年3月／亡芭彈予魏京生／田啟元／淡水工商學生活動中心／0／1
8. 1989年3月／亡芭彈予魏京生／田啟元／高雄市舞之雅集／0／2
9. 1993年4月24日／平方／田啟元／台南文化基金會藝文空間／150／1
10. 1993年／平方／田啟元／台南成功大學／0／1
11. 1993年／平方／田啟元／新竹交通大學演藝聽／0／1
12. 1993年／平方／田啟元／中壢市中原大學音樂廳／0／1
13. 1993年10月28日／白水／田啟元／成功大學鳳凰樹劇場／0／1
14. 1993年11月6日／白水／田啟元／台南華燈藝術中心／200／2
15. 1993年11月7日／白水／田啟元／台南華燈藝術中心／200／2
16. 1993年11月28日／白水／田啟元／高雄縣婦幼青少年演藝聽／0／1
17. 1993年12月7日／白水／田啟元／中壢市中原大學音樂廳／0／1
18. 1993年12月11日／白水／田啟元／高市文藻語文學院化雨堂／0／1
19. 1994年3月17日／白水／田啟元／新竹交通大學演藝聽／0／1
20. 1994年4月8日／白水／田啟元／台中縣立文化中心／0／1
21. 1994年8月27日／性別與靈魂／溫吉興 林文尹／台南文化基金會藝文空間／150／1
22. 1995年6月25日／水幽／田啟元／新竹市清華大學戶外草坪／0／1
23. 1995年10月7日／藍飛機／田啟元／台南花心田藝術空間／1／
24. 1995年10月8日／藍飛機／田啟元／台南花心田藝術空間／1／
25. 1995年10月15日／水幽(五人版)／田啟元／台南成功大學／1／
26. 1995年10月31日／甜蜜家庭(魅登峰劇團)／田啟元／台南舊市政廳／2／
27. 1995年12月6日／水幽(五人版)、藍飛機／田啟元／交通大學／1／
28. 1995年12月11日／波光粼粼／田啟元／清華大學藝術中心／0／1
29. 1996年1月5日／日蓮。喃喃自語的島／田啟元／舊社教館／0／1
30. 1996年1月6日／日蓮。喃喃自語的島／田啟元／舊社教館／0／1
31. 1996年1月8日／日蓮。喃喃自語的島／田啟元／高雄南風劇團／1／
32. 1996年2月10日／水幽(五人版)／田啟元／台中文化中心中山堂／0／1
33. 1996年5月11日／水幽(五人版)／田啟元／桃園縣立文化中心／1／
34. 1996年5月17日／水幽(五人版)／田啟元／高雄中山大學／1／
35. 1996年5月18日／瑪莉瑪蓮／田啟元／高雄中山大學／1／
36. 1996年5月25日／水幽(四人版)、魔宴彌撒／田啟元／國立藝術學院／2／
37. 1996年5月26日／水幽(四人版)、魔宴彌撒／田啟元／國立藝術學院／2／
38. 1996年6月16日／水幽(四人版／田啟元／新竹舊社社區／1／
39. 1997年3月29日／一個少尉軍官和他的二十二道金牌／吳威德／台南紅城文化館／0／1
40. 1997年5月4日／水幽／／屏東縣立文化中心藝術館／0／1
41. 1997年5月6日／水幽、白水／／東海大學表演藝術月／0／1
42. 1997年11月24日／瑪莉瑪蓮／／新竹市交通大學／1／
43. 1998年11月7日／那一年冬天很歐洲／蕭華文／台南華燈藝術中心／250／1
44. 1998年11月8日／那一年冬天很歐洲／蕭華文／台南華燈藝術中心／250／2
45. 1998年11月14日／水幽(五人版)／鹿心雨／台中大甲鎮／0／1
46. 2000年4月26日／一枝獨秀劇展／臨界點／張遠謀／清華大學／0／2
47. 2000年11月7日／第三屆志同道合劇展／臨界點／高雄南風劇團／0／6
48. 2000年11月8日／第三屆志同道合劇展／臨界點／高雄南風劇團／0／6
49. 2001年6月22日／白水／蕭華文／基隆碧沙漁港／0／1
50. 2001年10月10日／第四屆志同道合劇展／臨界點／台中21號藝術倉庫／0／3
51. 2001年10月11日／第四屆志同道合劇展／臨界點／台中21號藝術倉庫／0／3
52. 2001年11月17日／第四屆志同道合劇展／臨界點／高雄南風劇團／0／6
53. 2001年11月18日／第四屆志同道合劇展／臨界點／高雄南風劇團／0／6
54. 2002年10月7日／魔法師／林文尹／龍德家商／0／1
55. 2002年10月19日／第五屆志同道合劇展／臨界點／台中20號倉庫／0／3
56. 2002年10月20日／第五屆志同道合劇展／臨界點／台中20號倉庫／0／3
57. 2002年10月26日／第五屆志同道合劇展／臨界點／高雄豆皮藝文咖啡館／150／2
58. 2002年10月27日／第五屆志同道合劇展／臨界點／高雄豆皮藝文咖啡館／150／2
59. 2002年11月22日／瑪莉瑪蓮／詹慧玲／台東劇團／250／3
60. 2002年11月24日／瑪莉瑪蓮／詹慧玲／台東劇團／250／3
61. 2003年5月31日／轟炸機／林文尹／高雄豆皮藝文咖啡館／0／2
62. 2003年6月1日／轟炸機／林文尹／高雄豆皮藝文咖啡館／0／2

### 志同道合劇展歷年演出一覽表
| 屆數 | 時間                    | 劇碼 | 編導                                                                           | 演出場次 |
| ---- | ----------------------- | --- | ------------------------------------------------------------------------------ | -------- |
| 第一 | 1998年8月29日－09月8日  | 習作5.5、女書(洪瑋婷)、鴿子、非畢卡索粉紅色時期、書寫、蘇珊娜、無盡的哀愁                                                                       | 蕭華文、楊婉怡、李建隆、詹慧玲、林宏泰、楊仁惠、陸慧綿                         | 共19場   |
| 第二 | 1999年8月29日－10月31日 | 寐影哈姆雷特的最後一夜、透天天使、桑奈體Sonnets、十二月冬天的故事、存在奧賽羅、派克的惡作劇、打不開的門、悔者遲、馬克白                         | 蔡明旋、林文尹、利培安、毛雅芬、林宏泰、陳芳芳、鍾得凡、楊婉怡、朱正明、鹿心雨 | 共34場   |
| 第三 | 2000年9月1日－09月24日  | 無言低音大提琴、記憶是一碗晶瑩的果凍、第一動幹的方法、 Touching in the rain、喝水與口渴的絕對關係、瑪莉小姐在這裡、落失河、像梵谷的自畫像、黑洞 | 毛雅芬、洪瑋婷、朱心瑩、鍾得凡、賴科維、詹慧玲、張蘊之、李建隆、王墨麟         | 共12場   |
| 第四 | 2001年9月1日－09月16日  | Taipei Impromptu、華爾特和桃樂絲、天使、隨心所欲、月之書、＜x＞                                                                                 | 毛雅芬、王瑋廉、陳姿穎、曾雲零、林文尹、林宏泰                                 | 共12場   |
| 第五 | 2002年9月7日－10月15日  | 霧裡踟躕之獨腳感傷劇、在外婆死之前白色plus、魔宴彌撒、愛因斯坦一號膝蓋及暴風雨之其他                                                            | 朱心瑩、王瑋廉、陸慧綿、詹慧玲                                                 | 共28場   |

### 在我們房間裡戲系列
編號．時間／系列／劇碼／編導／演出場次
1. 1996年9月6日－09月21日／一／你真的要撕了我嗎、戀戀金魚、等待打嗝／李拓梓、陸慧綿、張文駿／6
2. 1997年4月18日－04月26日／二／老蠶遊記／林宏泰／4
3. 1997年5月15日－05月24日／二／蝶變／秦嘉嫄／6
4. 1997年11月27日－11月29日／三／空棄／楊仁惠編劇、林宏泰導演／3
5. 1997年12月5日－12月6日／三／羅密歐與茱麗葉／溫吉興／2
6. 1997年12月19日－12月27日／三／藍色調／蕭華文／5
7. 1999年1月8日－01月17日／四／誰說話／林文尹／5
8. 1999年3月12日－03月21日／四／此屋不堪使用／洪瑋婷／5
9. 1999年4月17日－04月25日／四／旋轉／宏泰／5
10. 1999年12月10日－12月26日／五／命運遊戲／雷若豪／9
11. 2000年1月1日－01月9日／六／純真年代／楊婉怡／5
12. 2000年3月25日－03月26日／七／春夢／蔡明璇／4
13. 2000年5月12日－05月28日／八／迴。蟲／雷若豪／8
14. 2000年7月21日－07月23日／九／藍飛機／溫吉興／3
15. 2001年3月16日－03月25日／十／魔法師第一話／林文尹／6
16. 2002年1月18日－01月27日／十一／小陽台／陸慧綿／6
17. 2002年4月12日－04月21日／十二／打樹記／林宏泰／6
18. 2002年5月3日－05月5日／十三／動物感傷一二／楊婉怡、毛雅芬／5
19. 2002年12月28日－12月29日／十四／夜幕告白／王奕傑／6
20. 2003年1月4日－01月12日／十四／夜幕告白／王奕傑／6
21. 2003年4月4日－04月6日／十五／這不是一個小品／毛雅芬／3
22. 2003年4月11日－04月13日／十五／劇場時光本紀／王瑋廉／3
23. 2003年4月18日－04月27日／十五／轟炸機／林文尹／6